# Papa se marie

Papa se marie (Father Takes a Wife) est une comédie américaine de Jack Hively, sortie en 1941. 
Le film a perdu 104 000 $ au box-office. L'actrice legendaire du cinéma muet Gloria Swanson revenait au cinéma après sept ans d'absence. Huit ans plus tard, Swanson faisait un retour magistral dans le classique Boulevard du crépuscule (1950).

## Synopsis
Fredrick Senior (Adolphe Menjou), un veuf d'âge mur dirigeant d'une compagnie de transport maritime, tombe amoureux de la célèbre actrice Leslie Collier (Gloria Swanson) et l'épouse. Pendant leur voyage de noces ils accueillent un passager clandestin, chanteur mexicain à la voix d'or. Fredrick Junior (John Howard) et son épouse suivent le tourbillon qui succède au mariage.

## Fiche technique
- Titre : Father Takes a Wife
- Réalisation : Jack Hively
- Scénario : Dorothy Fields, Herbert Fields
- Photographie : Tony Gaudio
- Montage : George Hively
- Musique : Roy Webb, Gene Rose
- Direction artistique : Robert De Grasse
- Compagnie de production : RKO Radio Pictures
- Pays de production :  États-Unis
- Date de sortie : 3 octobre 1941
- Genre : comédie
- Format : Noir et blanc - 35 mm - 1,37:1
- Durée : 79 minutes

## Distribution
- Adolphe Menjou : Fredrick Osborne Sr.
- Gloria Swanson: Leslie Collier
- John Howard : Fredrick Osborne Jr.
- Desi Arnaz : Carlos Bardez
- Helen Broderick : tante Julie
- Florence Rice : Enid Osborne
- Neil Hamilton : Vincent Stewart
- Grady Sutton : le tailleur
- George Meader : Henderson
- Mary Treen : la secrétaire
- Ruth Dietrich : Miss Patterson